# Pasta 'ncasciata
La pasta 'ncasciata, nota anche come pasta 'ncaciata, è un piatto tradizionale della cucina siciliana diffuso in quasi tutto il territorio del messinese, in particolare nella località di Mistretta, dove è pietanza tipica. Trattasi, nella variante più comune, di un timballo di maccheroni a base di ragù, polpette, uova sode, salame, caciocavallo, melanzane fritte e piselli.

## Preparazione
Tra gli ingredienti per il condimento si possono elencare pomodori, caciocavallo fresco, carne tritata, salame, uova sode, melanzane, pecorino grattugiato, aglio, vino bianco, basilico, olio, sale e pepe. Per la pasta si usano magliette di maccheroncino che vengono cotte al dente e mescolate al condimento in una casseruola. La casseruola viene quindi adagiata su uno strato di brace ardente e, una volta messo il coperchio, viene anch'essa coperta di brace, in modo da portare a conclusione la cottura della pasta. 
Il nome della pasta deriva proprio da questo particolare modo di cottura, infatti "u ncaçiu" nel dialetto mistrettese è proprio il rivestire la casseruola con la brace.